# Marina francesa
La Marina francesa (en francès: Marine nationale, lit.  "Marina Nacional"), informalment La Royale, és el braç marítim de les Forces armades franceses i una de les quatre branques del servei militar de França. Es troba entre les forces navals més grans i poderoses del món reconegudes com a marina d'aigües blaves. L'armada francesa és capaç d'operar globalment i de dur a terme missions expedicionàries, mantenint una presència important a l'estranger. L'Armada francesa és una de les vuit forces navals que operen actualment portaavions d'ala fixa, amb el seu vaixell insígnia Charles de Gaulle és l'únic portaavions de propulsió nuclear fora de la Marina dels Estats Units, i un dels dos vaixells no nord-americans que utilitzar catapultes per llançar avions.
Fundada al segle xvii, l'Armada francesa és una de les marines més antigues encara en servei continu, amb precursors que es remunten a l'edat mitjana. Ha participat en esdeveniments clau de la història francesa, incloses les guerres napoleòniques i ambdues guerres mundials, i va tenir un paper crític en l'establiment i la seguretat de l'imperi colonial francès durant més de 400 anys. L'Armada francesa va ser pionera en diverses innovacions en tecnologia naval, incloent-hi el primer vaixell de línia propulsat per vapor, el primer vaixell de guerra cuirassat de navegació marítima, el primer submarí de propulsió mecànica, el primer vaixell de guerra amb casc d'acer i el primer creuer blindat.
La Marina francesa consta de sis components principals: la Força d'Acció Naval, les Forces Submarines (FOST i ESNA), l'Aviació Naval Francesa, els Fusellers de la Marina (inclosos els Comandos Navals), el Batalló de Bombers Navals de Marsella i la Gendarmeria Marítima. A partir del 2021, l'Armada francesa donava feina a 44.000 persones (37.000 militars i 7.000 civils), més de 180 vaixells, 200 avions i sis unitats de comandos; a partir del 2014, el seu element de reserva era d'aproximadament 48.000.
Opera una àmplia gamma de vaixells de combat, incloent diverses forces aeronavals, submarins d'atac i míssils balístics, fragates, patrulleres i vaixells de suport, amb el portaavions Charles de Gaulle que serveix com a peça central de la majoria de forces expedicionàries.

## Orígens
La història del poder naval francès es remunta a l'edat mitjana, i va tenir tres llocs d'evolució:
- El mar Mediterrani, on l'Orde de Sant Joan de Jerusalem tenia la seva pròpia armada, la Flota del Llevant, els ports principals de la qual eren Fréjus, Marsella i Toló. L'orde , que era alhora un orde religiós i militar, reclutava cavallers de les famílies de la noblesa francesa. Els membres que havien complert el seu servei a la mar rebien el rang de Cavallers Hospitalers, elit que servia com a cos d'oficials. L'orde va ser un dels avantpassats de les escoles navals franceses modernes, inclosa l'Acadèmia Naval Francesa.
- La Manche al llarg de Normandia que, des dels temps de Guillem el Conqueridor, sempre va oferir mariners capaços dels seus nombrosos ports actius.
- L'oceà Atlàntic, on la marina del ducat de Bretanya va constituir finalment el nucli de la reial Flotte du Ponant, que projectava el poder naval francès a través de l'Atlàntic i les Amèriques.

## Noms i símbols
La primera autèntica marina reial francesa (en francès: la Marine Royale) va ser establerta el 1624 pel cardenal Richelieu, primer ministre del rei Lluís XIII. Durant la Revolució Francesa, la Marine Royale va ser rebatejada formalment la Marine Nationale. Sota el Primer Imperi francès i el Segon Imperi francès, la marina va ser designada com la Marina imperial francesa (la Marine impériale française). Institucionalment, però, la marina mai ha perdut el seu sobrenom breu i familiar, la Royale.
El símbol original de la marina francesa era una àncora daurada , que, a partir de 1830, estava entrellaçada per una escota; aquest símbol figurava a tots els vaixells, armes i uniformes navals. Encara que els símbols d'àncora encara s'utilitzen als uniformes, el 1990 es va introduir un nou logotip naval sota el comandament del cap d'estat major naval Bernard Louzeau, amb un disseny modern que incorpora la tricolor, flanquejant la secció de proa d'un vaixell de guerra blanc amb dos vermells ascendents. i escumes d'esprai blau, i la inscripció "Marine nationale".

## Història

El símbol històric de l'"àncora daurada".

### Segle XVII
El cardenal Richelieu va supervisar personalment l'Armada fins a la seva mort el 1643. El va succeir el seu protegit, Jean-Baptiste Colbert, qui va introduir el primer codi de reglaments de l'Armada francesa i va establir les drassanes navals originals a Brest i Toló. Colbert i el seu fill, el marquès de Seignelay, van administrar la Marina durant vint-i-nou anys.
Durant aquest segle, l'Armada es va tallar les dents a la Guerra Anglo-Francesa (1627–1629), la Guerra franco-espanyola (1635–59), la Segona Guerra Anglo-Holandesa, la Guerra Franco-Holandesa i la Guerra dels Nou Anys. Les batalles principals d'aquests anys inclouen la batalla d'Augusta, la batalla del Cap Béveziers, les batalles de Barfleur i La Hougue, la batalla de Lagos i la batalla de Texel

### Segle XVIII

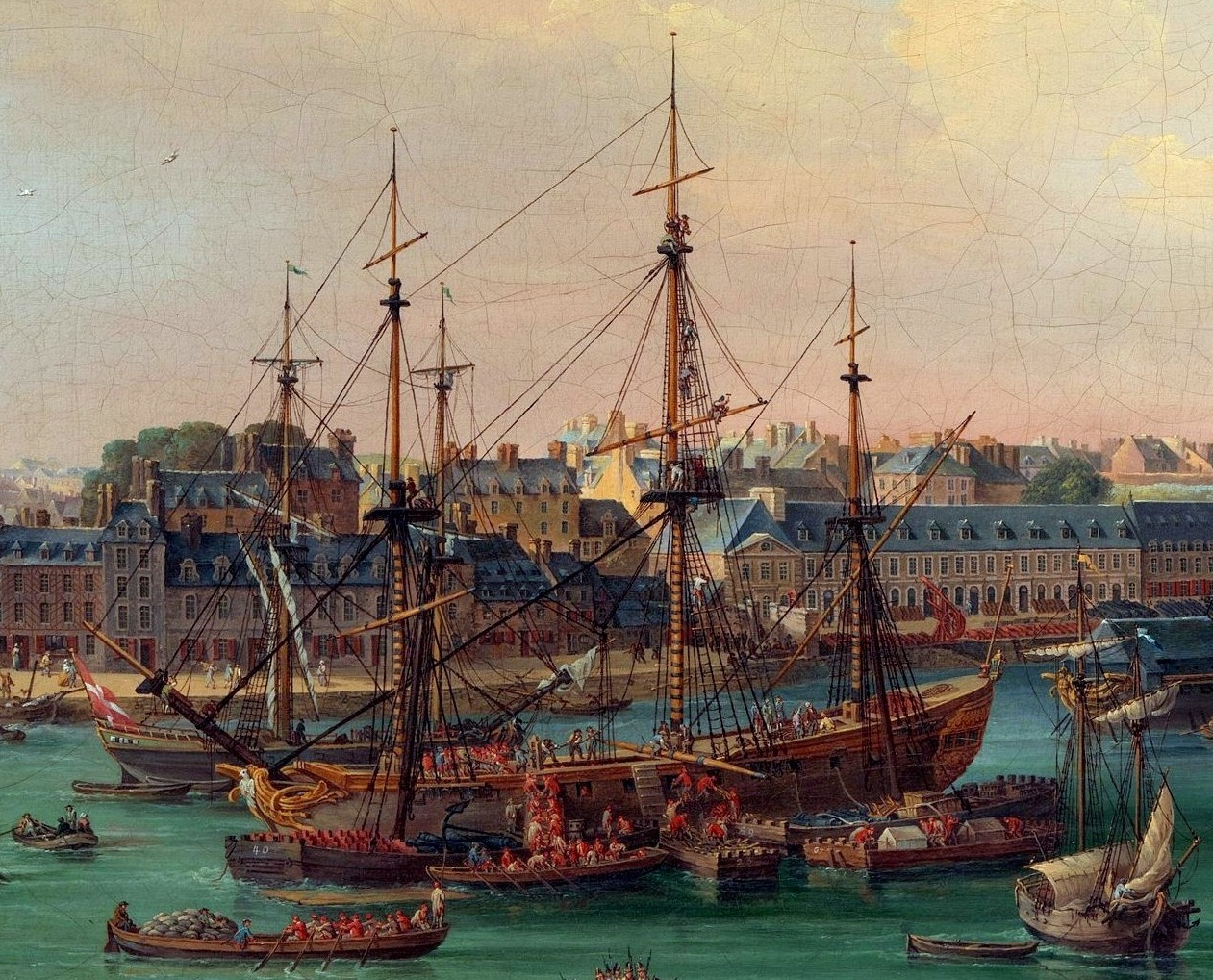
Armament d'una fragata a Brest, 1773

La dècada del 1700 es va iniciar amb la Guerra de Successió Espanyola, durant més d'una dècada, seguida de la Guerra de Successió austríaca als anys quaranta. Els principals compromisos d'aquestes guerres inclouen la batalla de la badia de Vigo i dues batalles separades del cap Finisterre el 1747. El conflicte més esgotador per a l'Armada, però, va ser la Guerra dels Set Anys, en la qual va ser pràcticament destruïda. Accions significatives inclouen la batalla de Cap-Français, la batalla de la badia de Quiberon i una altra batalla al cap Finisterre.
L'Armada es va reagrupar i es va reconstruir, i al cap de 15 anys estava ansiosa per unir-se a la lluita quan França va intervenir en la Guerra d'Independència dels Estats Units. Encara que superades en nombre a tot arreu, les flotes franceses van mantenir a ratlla els britànics durant anys fins a la victòria. Després d'aquest conflicte i la concomitant guerra anglo-francesa (1778–1783), l'Armada va sorgir a un nou apogeu en la seva història. Les principals batalles d'aquests anys inclouen la batalla de Chesapeake, la batalla del Cap Enric, la batalla de Grenada, la invasió de Dominica i tres batalles separades d'Ouessant.
En menys d'una dècada, però, la Marina va ser delmada per la Revolució Francesa quan un gran nombre d'oficials veterans van ser destituïts o executats pel seu llinatge noble. No obstant això, l'Armada va lluitar enèrgicament a través de les guerres de la Revolució Francesa i de la Quasi-Guerra. Les accions significatives inclouen una quarta batalla d'Oushant, la batalla de Groix, la campanya atlàntica de maig de 1794, l'expedició francesa a Irlanda, la batalla de l'illa Tory i la batalla del Nil.

### Segle XIX

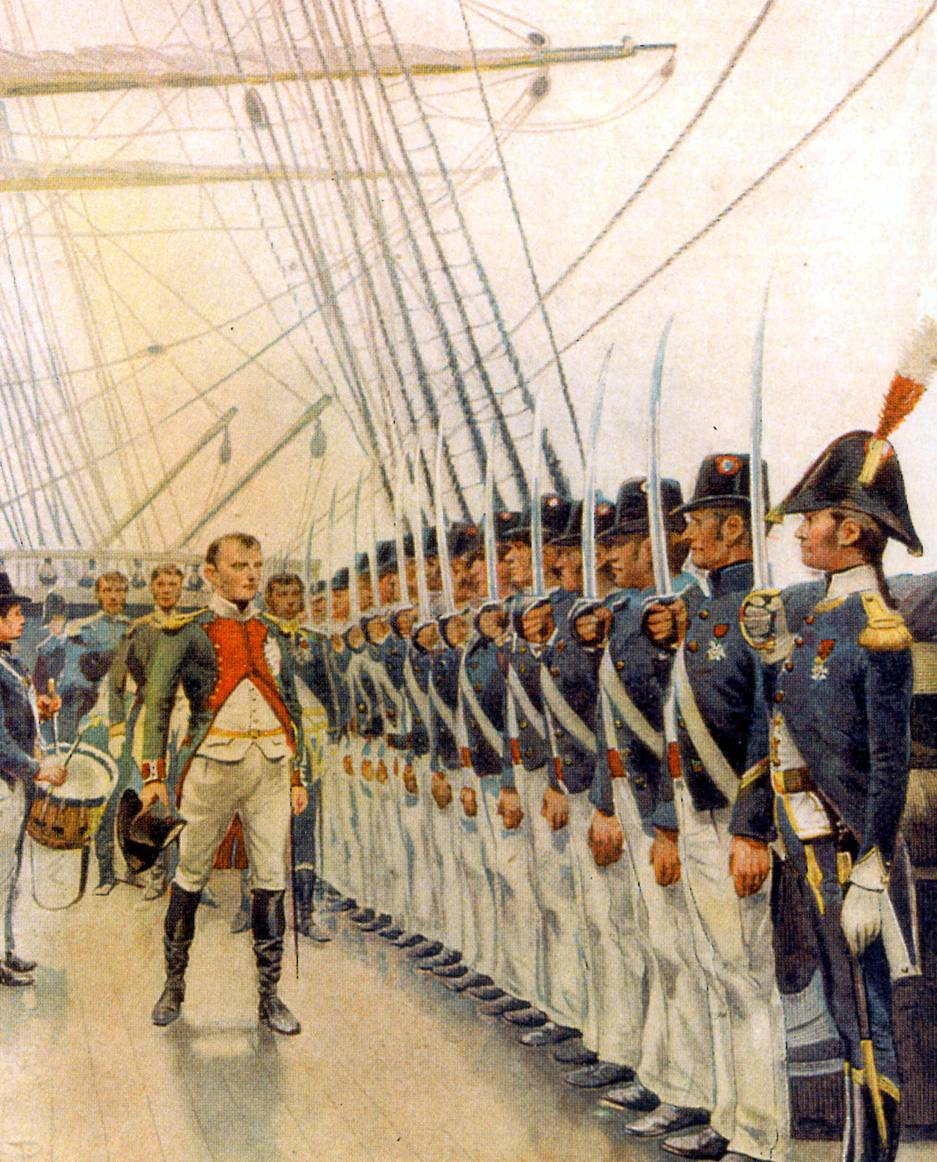
Napoleó inspeccionant la flota de Cherbourg el maig de 1811 (per Rougeron i Vignerot)

Altres compromisos de les Guerres Revolucionàries es van produir a principis del 1800, com la batalla del Comboi de Malta i la campanya d'Algesires. La Quasi-Guerra va acabar amb accions d'un sol vaixell, com ara USS Constellation vs La Vengeance o la USS Enterprise vs Flambeau.
Quan Napoleó va ser coronat emperador el 1804, va intentar restaurar l'Armada a una posició que permetés el seu pla per a una invasió d'Anglaterra. Els seus somnis es van veure frustrats per la batalla de Trafalgar el 1805, on els britànics van aniquilar gairebé una flota combinada franco-espanyola, un desastre que va garantir la superioritat naval britànica durant les guerres napoleòniques. Tot i així, l'Armada no es va retreure davant l'acció: entre els enfrontaments d'aquesta època hi havia la batalla de les Carreteres Basques, la batalla de Grand Port, la campanya de Maurici de 1809–1811 i la batalla de Lissa.
Després de la caiguda de Napoleó el 1815, la llarga era de la rivalitat anglo-francesa als mars va començar a tancar-se, i la Marina es va convertir en un instrument més per expandir l'imperi colonial francès. Sota el rei Carles X, les flotes de les dues nacions van lluitar colze a colze a la batalla de Navarino, i durant la resta del segle es van comportar generalment d'una manera que va obrir el camí per a l'Entente Cordiale.
Carles X va enviar una gran flota per executar la invasió d' Alger el 1830. L'any següent, el seu successor, Lluís Felip I, va fer una demostració de força contra Portugal a la batalla del Tajo, i el 1838 va realitzar una altra mostra de diplomàcia de canonera , aquesta vegada a Mèxic a la batalla de Veracruz. A partir de 1845, es va imposar a l'Argentina un bloqueig anglofrancès de cinc anys del riu de la Plata per drets comercials.
L'emperador Napoleó III estava decidit a seguir una política exterior encara més forta que els seus predecessors, i l'Armada va participar en multitud d'accions arreu del món. Es va unir a la guerra de Crimea el 1854; les principals accions per a la Marina inclouen el setge de Petropavlovsk i la batalla de Kinburn. L'Armada va estar molt implicada en la campanya de la Cotxinxina el 1858, la Segona Guerra de l'Opi a la Xina i la intervenció francesa a Mèxic. Va participar en la campanya francesa contra Corea i va lluitar contra el Japó en el bombardeig de Shimonoseki. A la guerra francoprussiana del 1870, l'Armada va imposar un bloqueig efectiu d'Alemanya, però els esdeveniments a terra van transcórrer a un ritme tan ràpid que era superflu. En altres teatres van tenir lloc enfrontaments aïllats entre vaixells francesos i alemanys, però la guerra va acabar en qüestió de setmanes.
La Marina va continuar protegint la seguretat i l'expansió colonial sota la Tercera República Francesa. La guerra sinofrancesa va veure una acció naval considerable, incloent la batalla de Fuzhou, la batalla de Shipu i la campanya de Pescadors. A Vietnam, la marina va ajudar a dur a terme la campanya de Tonkin que incloïa la batalla de Thuận An, i més tard va participar en el conflicte francosiamès de 1893.
La Marina francesa del segle xix va aportar nombroses noves tecnologies. Va liderar el desenvolupament de l'artilleria naval amb la seva invenció del canó Paixhans molt eficaç . El 1850, el Napoléon es va convertir en el primer vaixell de línia propulsat a vapor de la història, i el La Gloire es va convertir nou anys més tard en el primer vaixell de guerra blindat. El 1863, la Marina va llançar el Plongeur, el primer submarí del món propulsat per força mecànica. El 1876, el Redoutable es va convertir en el primer vaixell de guerra amb casc d'acer. El 1887, el Dupuy de Lôme es va convertir en el primer creuer cuirassat del món.
Durant la darrera part del segle, els oficials francesos van desenvolupar la teoria de l'anomenada Jeune École (escola jove) que emfatitzava l'ús de vaixells torpediners petits i barats per destruir cuirassats cars, juntament amb incursions comercials de llarg abast per atacar la flota mercant de l'oponent.

### Segle XX

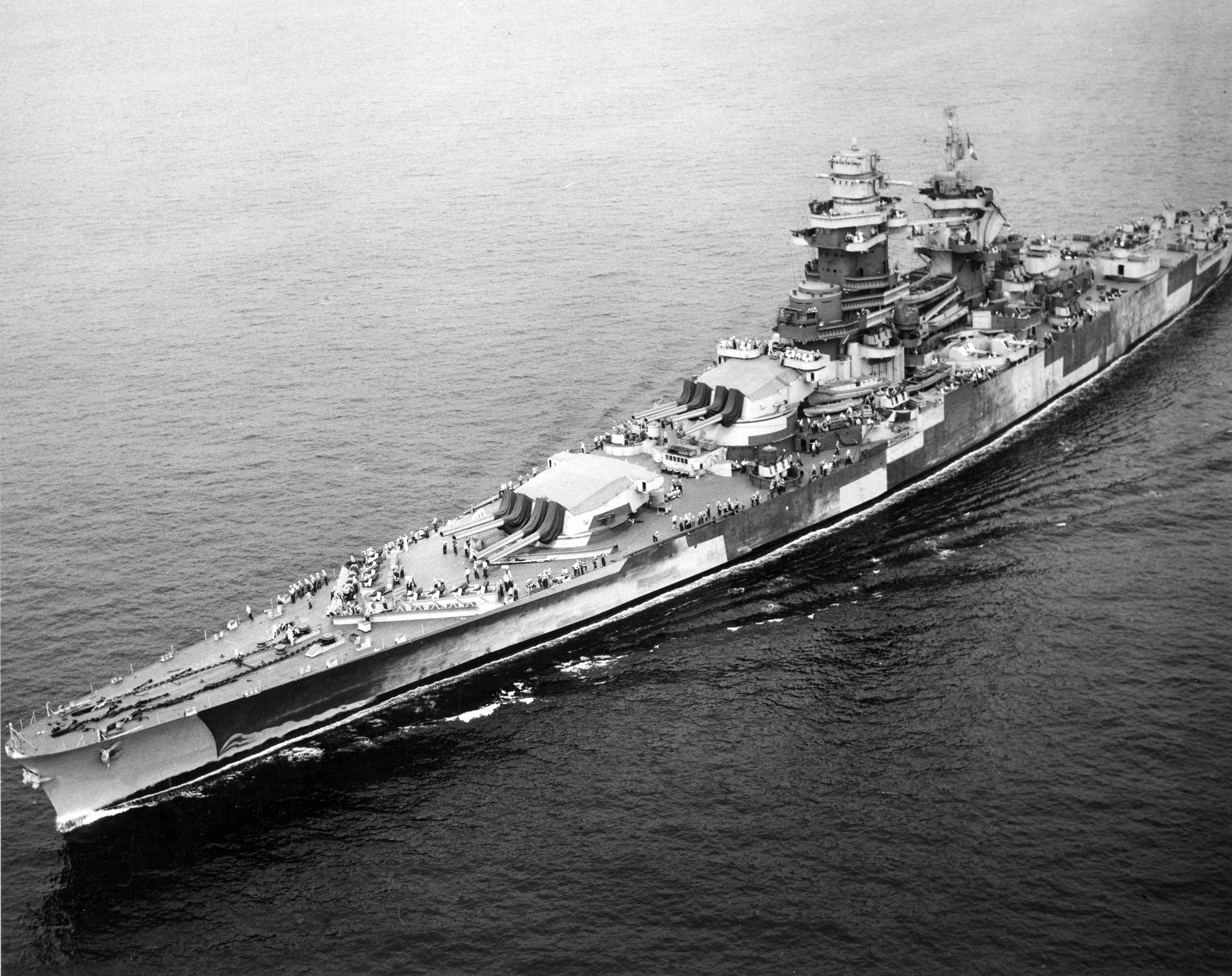
El cuirassat Richelieu, 1943

El primer hidroavió, el francès Fabre Hydravion, va enlairar-se l'any 1910, i el primer portaavions, Foudre, va ser batejat l'any següent. Malgrat aquesta innovació, el desenvolupament general de l'Armada francesa es va alentir a principis del segle xx a mesura que la carrera armamentista naval entre Alemanya i Gran Bretanya creixia en intensitat.
Va entrar a la Primera Guerra Mundial amb relativament pocs vaixells moderns, i durant la guerra es van construir pocs vaixells de guerra perquè el principal esforç francès era a terra. Mentre els britànics tenien el control del mar del Nord, els francesos tenien el Mediterrani, on majoritàriament vigilaven la marina austrohongaresa. Les operacions més grans de l'Armada es van dur a terme durant la Campanya dels Dardanels. Al desembre de 1916, durant els esdeveniments de Noemvriana, vaixells de guerra francesos també van bombardejar Atenes, intentant forçar el govern proalemany de Grècia a canviar les seves polítiques. L'armada francesa també va tenir un paper important en la lluita contra la campanya dels submarins alemanys patrullant regularment els mars i escortant combois

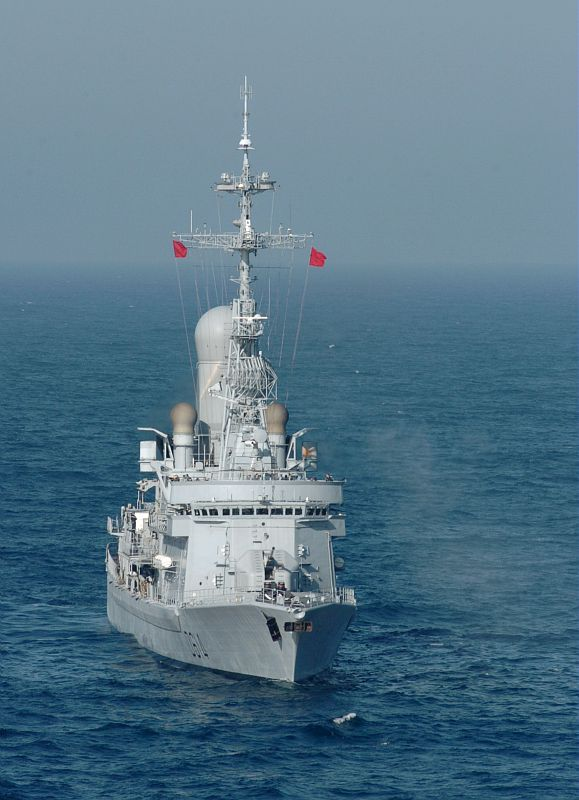
Una fragata classe Cassard

Entre les guerres mundials, la Marina es va modernitzar i es va expandir significativament, fins i tot davant les limitacions establertes pel Tractat Naval de Washington de 1922. Les noves incorporacions incloïen els pesats i ràpids "superdestructors " de la classe Fantasque, els cuirassats de la classe Richelieu i el submarí Surcouf que era el més gran i poderós de la seva època.
Des de l'inici de la Segona Guerra Mundial, l'Armada va participar en diverses operacions, participant a la batalla de l'Atlàntic, a la campanya de Noruega, a l'evacuació de Dunkerque i, breument, a la batalla de la Mediterrània. No obstant això, després de la caiguda de França al juny de 1940, l'Armada es va veure obligada a romandre neutral segons els termes de l'armistici que va crear l'estat truncat de França de Vichy. A tot el món, uns 100 vaixells i les seves tripulacions van atendre la crida del general Charles de Gaulle d'unir forces amb els britànics, però el gruix de la flota, inclosos tots els vaixells capitals, van transferir la lleialtat a la Marina francesa de Vichy (Marine de Vichy). Preocupats perquè l'armada alemanya pogués aconseguir d'alguna manera el control dels vaixells, els britànics van llançar un atac a Mers-el-Kébir, la ciutat algeriana on molts d'ells estaven albergats. L'incident va enverinar les relacions anglofranceses, provocant represàlies de Vichy i una batalla naval a gran escala a Casablanca el 1942 quan els aliats van envair el nord d'Àfrica francès. Però els enfrontaments es van deixar de banda un cop els alemanys van ocupar la França de Vichy. Els vaixells capitals eren un objectiu principal de l'ocupació, però abans que poguessin ser capturats, van ser enfonsats pels seus propis tripulants. Uns quants vaixells i submarins van aconseguir escapar a temps, i aquests es van unir a les Forces Navals Franceses Lliures de De Gaulle, un braç de la França Lliure que va lluitar com a adjunt de la Royal Navy fins al final de la guerra. També al teatre del Pacífic, els vaixells francesos lliures van operar fins a la capitulació japonesa; el Richelieu va estar present a la signatura de l'Acta de rendició de l'Imperi Japonès.

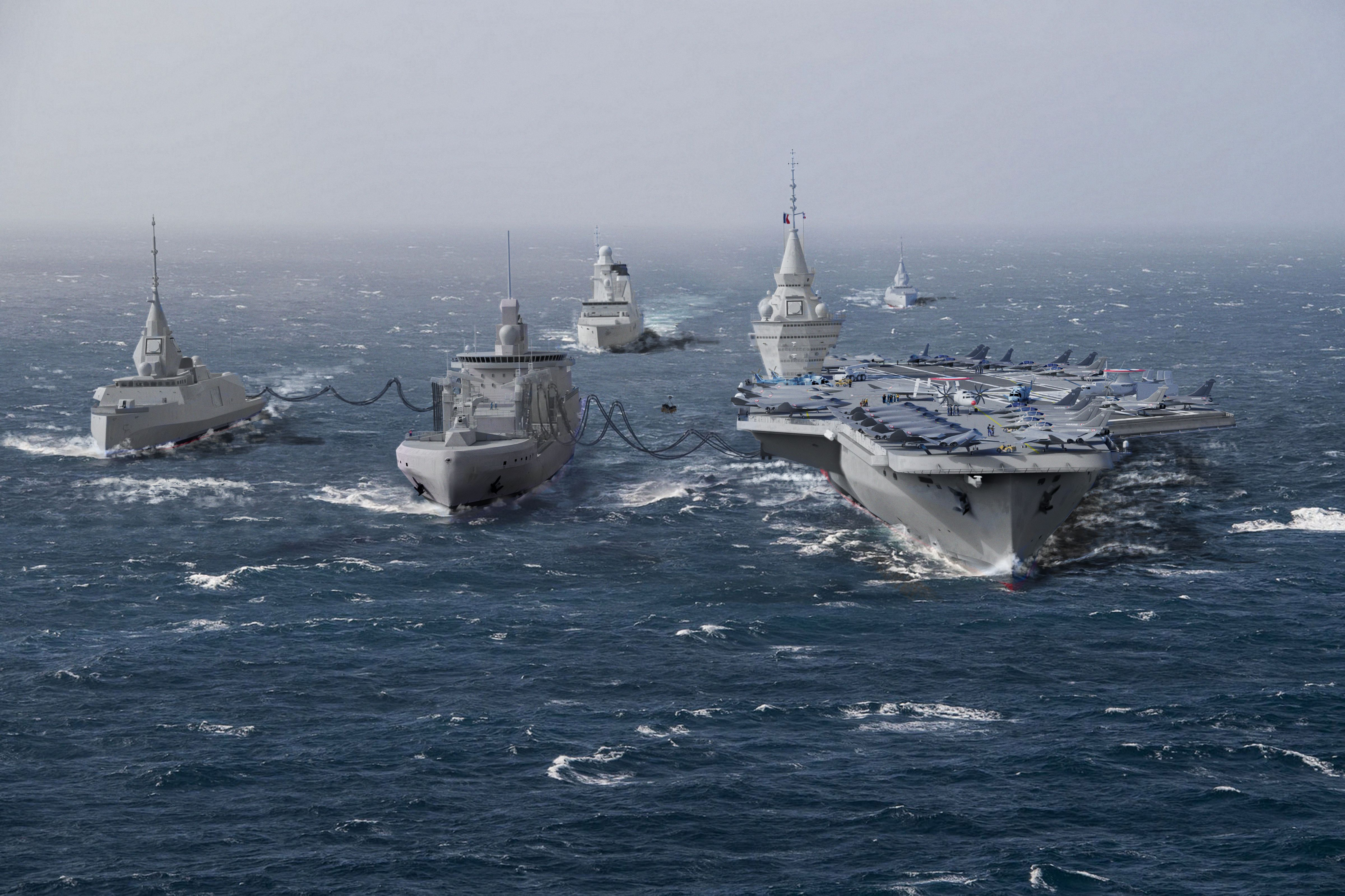
L'Armada francesa tal com estava previst per a finals de la dècada de 2030: un Bâtiment ravitailleur de forces (cisterna de la flota) realitza simultàniament la reposició en marxa amb el portaavions francès Future i amb una Frégate de défense et d'intervention (fragata de defensa i intervenció).

Més tard , l' Armada va proporcionar suport de foc i transport de tropes a la guerra d'Indoxina, la guerra d'Algèria, la guerra del Golf i la guerra de Kosovo.
Des de l'any 2000, l'Armada ha donat suport logístic a la guerra de l'Afganistan així com a la guerra mundial contra el terrorisme. El 2011, va assistir a l'operació Harmattan a Líbia.

## Organització

Instal·lacions de la marina francesa a França metropolitana (2015)

El cap de l'estat major naval és el vicealmirall d'esquadra Arnaud de Tarlé, i a partir del 2014 l'Armada té una dotació activa de 36.776 militars i 2.909 personal civil. La Marina s'organitza en quatre branques operatives principals:
- La Força d'Acció Naval (Force d'Action Navale - Flota de superfície.
- Les Forces submarines (Forces Sous-marines): submarins de míssils balístics i submarins de flota d'energia nuclear.
- L'Aviació Naval (Aviation Navale) - Aeronaus terrestres i marítimes.
- Els Fusellers navals (Fusiliers Marins): Força de protecció i infanteria, incloses les forces especials de la Marina (Comandos Marine).

A més, la Gendarmeria Nacional de França manté una força marítima de patrulleres que està sota el comandament operatiu de la Marina francesa:
- La Gendarmeria Marítima - La Guàrdia Costera de França.

Durant la major part de la Guerra Freda, l'Armada es va organitzar en dos esquadrons basats a Brest i Toulon, comandats per ALESCLANT ((Amiral commandant l'escadre de l'Atlantique) i ALESCMED (Amiral commandant l'escadre de la Méditerranée) respectivament. Des del procés de reestructuració posterior a la Guerra Freda anomenat Optimar '95, els dos components s'han dividit en la Força d'Acció Naval (comandada per ALFAN) i el Grup Antisubmarí (comandada per ALGASM).

### Principals bases navals
A partir de 2014, la base naval francesa més gran és el port militar de Toló. Altres bases importants a la França metropolitana són l'Arsenal de Brest i l'Île Longue a l'Atlàntic, i la Base Naval de Cherbourg al Canal de la Mànega. Les bases franceses a l'estranger inclouen Fort de France i Degrad des Cannes a les Amèriques; Port des Galets i Dzaoudzi a l'oceà Índic; i Nouméa i Papeete al Pacífic. A més, la marina comparteix o arrenda bases en localitats estrangeres com Abu Dhabi, Dakar i Djibouti.

## Equipament

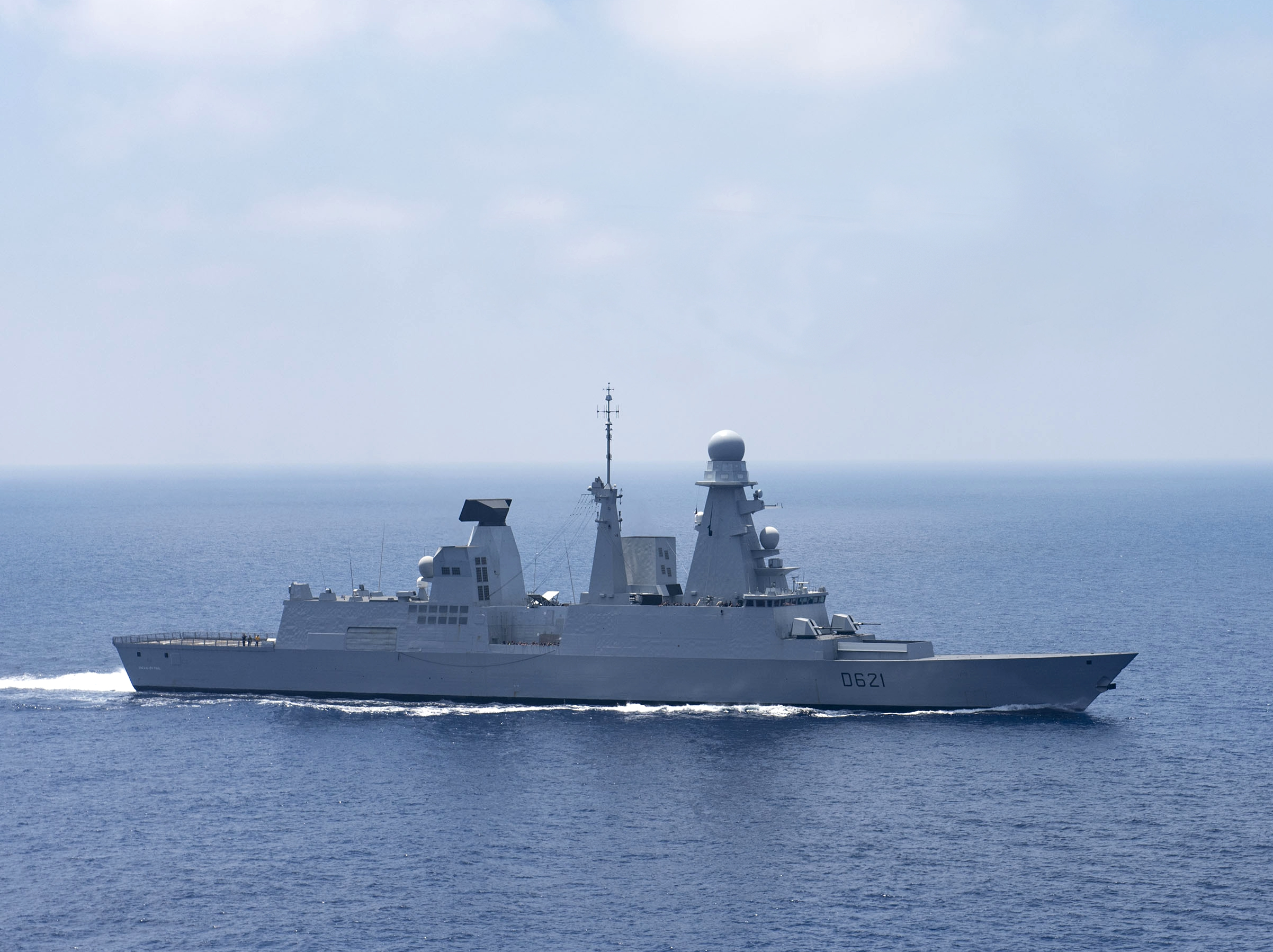
La fragata de classe Horizon Chevalier Paul

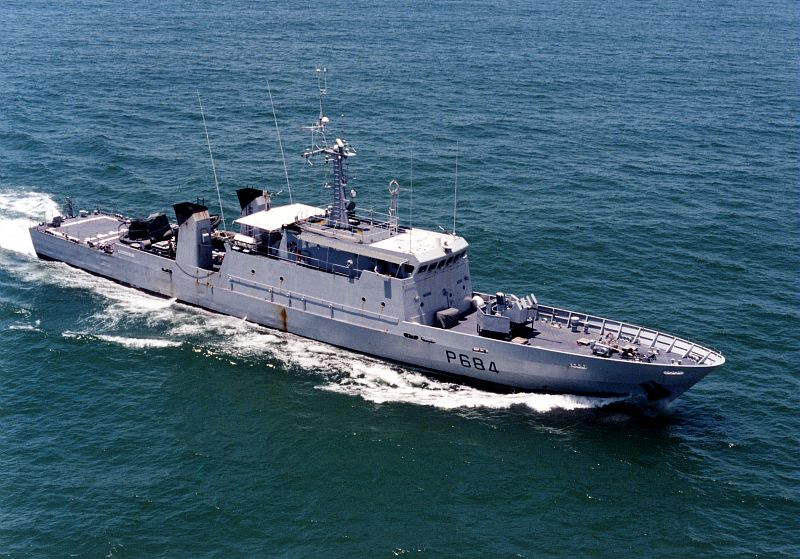
La Capricieuse

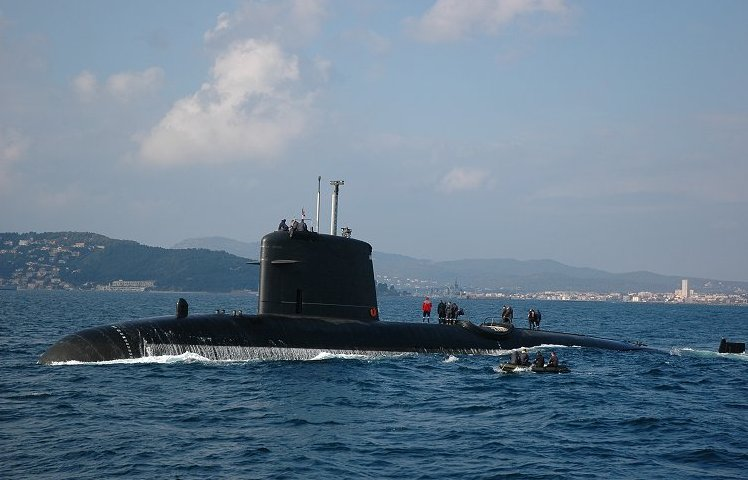
El submarí de classe Rubis Casabianca l'any 2005

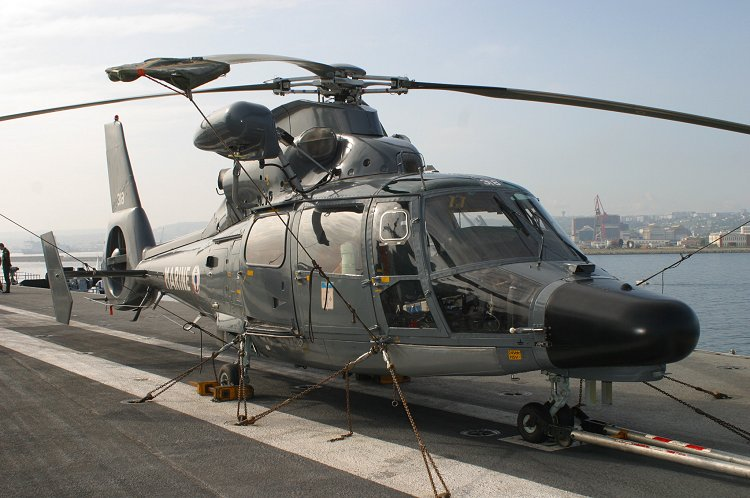
Helicòpter AS365 F Dauphin

### Vaixells i submarins
Encara que la doctrina naval francesa demana dos portaavions, els francesos només en tenen un, el Charles de Gaulle. Originalment, una comanda planificada per al portaavions PA2 es basava en el disseny del portaavions britànic de la classe Queen Elizabeth, construït i avarat recentment per a la Royal Navy britànica. Tanmateix, el programa francès s'havia endarrerit diverses vegades per motius pressupostaris i el resultat va ser que es va donar prioritat al projecte FREMM més exportable. L'abril de 2013 es va confirmar que el segon projecte de portaavions seria abandonat a causa de les retallades de defensa anunciades al Llibre blanc francès de 2013 sobre la defensa i la seguretat nacional.
La Marina francesa opera tres vaixells d'assalt amfibi, deu fragates de defensa aèria i antisubmarines, cinc fragates d'ús general i té un compromís amb sis submarísubmarins de flota (SSN). Aquests vaixells, amb el portaavions Charles de Gaulle, constitueixen la principal força de guerra oceànica de l'Armada francesa, mentre que els quatre submarins de míssils balístics (SSBN) de la Força Oceànica Estratègica de l'Armada proporcionen la columna vertebral de la dissuasió nuclear francesa.
A més, l'Armada francesa opera sis fragates lleugeres de vigilància i, a partir del 2020, sis avisos (originalment corbetes lleugeres ara reclassificades com a patrulleres). S'ocupen de les tasques de patrulla davant la costa de l'armada, la protecció de les bases navals franceses i les aigües territorials, i també poden proporcionar capacitats d'escorta de gamma baixa a qualsevol grup de treball oceànic. L'Armada també opera una flota de vaixells de patrulla costanera i alta mar, vaixells de contramesures contra mines, així com vaixells auxiliars i de suport.

### Avions
L'Aviació Naval francesa és coneguda oficialment com l'Aéronautique navale i va ser creada el 19 de juny de 1998 amb la fusió d'avions de patrulla naval i esquadrons de portaavions. Té una força d'uns 6.800 civils i militars que operen des de quatre bases aèries de la França metropolitana. L'Aéronavale s'ha modernitzat amb 40 caces Rafale que operen des del portaavions Charles de Gaulle .

## Personal
| Personal de la Marina francesa 2015 |           |
| Categoria                           | Quantitat |
| Oficials comissionats               | 4,500     |
| Suboficials                         | 23,600    |
| Marineria                           | 6,600     |
| Voluntaris                          | 767       |
| Empleats civils                     | 2,800     |
| Font:                               |           |

### Requisit de la sol·licitud

#### Marineria
Els mariners han de tenir com a mínim 17 anys però no més de 30 anys, sense nivell mínim d'escolaritat.

#### Suboficials
Els suboficials han de tenir com a mínim 17 anys però no més de 30 anys, amb almenys el títol de batxillerat per accedir als estudis universitaris.
El candidat a suboficials comença la formació amb cinc mesos a l'escola de suboficials de Maistrance a Brest.

#### Oficials de carrera
- Menys de 22 anys, haver superat una classe preparatòria de ciències. Després de quatre anys a l'École Navale (acadèmia naval), un cadet es graduarà com a Enseigne de Vaisseau per encàrrec amb un títol d'enginyer.
- Menys de 25 anys, llicenciat en ciències. Després de tres anys a l'acadèmia naval, un cadet es graduarà com a Enseigne de Vaisseau amb un títol d'enginyer.
- Menys de 27 anys, tenir un màster. Després de dos anys a l'acadèmia naval, un cadet es graduarà com a Enseigne de Vaisseau.

#### Oficials de contracte
Els oficials de contractació tenen un contracte inicial de vuit anys, renovable fins a 20 anys.
Els oficials operatius han de tenir entre 21 i 26 anys, amb almenys un títol de llicenciat en ciències, o haver superat una classe preparatòria a les grans escoles d'enginyeria o negocis.
Els oficials d'estat major han de tenir entre 21 i 29 anys, estar en possessió d'un títol de grau o màster en l'àmbit corresponent a l'especialitat ocupacional militar.

## Costums i tradicions

### Graduacions
Les insígnies de grau de l'Armada francesa es porten a les espatlles de les camises i les jaquetes blanques, i a les mànigues de les jaquetes i mantells de la marina. Fins a l'any 2005, només els oficials comissionats tenien una àncora a la seva insígnia, però ara també els reben personal enrolat. Els comandants tenen títols de capitaine, però són anomenats comandant (a l'exèrcit, tant capitaine com comandant són rangs, la qual cosa tendeix a provocar una certa confusió entre el públic). Els dos graus més alts, el vice-almirall d'escadre i l'amiral, són funcions, més que rangs. Són assumits per oficials de rang de vice-amiral. L'únic amiral de la flotte va ser François Darlan després que se li rebutgés la dignitat d'amiral de France. Equivalent a la dignitat de mariscal de França , el rang d'amiral de France roman teòric a la Cinquena República; va ser concedida per última vegada el 1869, durant el Segon Imperi, però es va mantenir durant la Tercera República fins a la mort del seu portador el 1873. El títol d'amiral de la flotte va ser creat perquè Darlan no tingués un rang inferior al seu homòleg a la Royal Navy britànica , que tenia el rang d'Admiral of the Fleet.

### Almiralls i Oficials
| Codi OTAN            | OF-10            | OF-9   | OF-8                  | OF-7          | OF-6         | OF-5                  | OF-4                 | OF-3                  | OF-2               | OF-1                               | OF-1                                | OF-D     | Oficial cadet  |
| -------------------- | ---------------- | ------ | --------------------- | ------------- | ------------ | --------------------- | -------------------- | --------------------- | ------------------ | ---------------------------------- | ----------------------------------- | -------- | -------------- |
| · Marina Francesa    |                  |        |                       |               |              |                       |                      |                       |                    |                                    |                                     |          |                |
| Almirall de la Flota |                  |        |                       |               |              |                       |                      |                       |                    |                                    |                                     |          |                |
|                      | Amiral de France | Amiral | Vice-amiral d'escadre | Vice-almirall | Contraamiral | Capitaine de Vaisseau | Capitaine de fregate | Capitaine de corvette | Tinent de Vaisseau | Enseigne de vaisseau de 1re classe | Enseigne de vaisseau de 2eme classe | Aspirant | Élève-officier |

### Contramestres i marineria
| Codi OTAN            | O-9      | O-9              | O-8            | O-7            | O-6    | O-5           | O-4                            | O-3                            | O-2             | O-1     |
| -------------------- | -------- | ---------------- | -------------- | -------------- | ------ | ------------- | ------------------------------ | ------------------------------ | --------------- | ------- |
| Marina francesa      |          |                  |                |                |        |               |                                |                                |                 |         |
| Almirall de la Flota | Almirall | Vicealmirall     |                | Contraalmirall | Capità | Comandant     | Tinent Comandant               | Tinent                         | Sotstinent      |         |
|                      | Major    | Maître principal | Premier maître |                | Maître | Second-Maître | Quartier-maître de 1ère classe | Quartier-maître de 2ème classe | Matelot breveté | Matelot |

### Dirigint-se als oficials
A diferència de l'exèrcit francès i de les forces aèries i espaials, no s'ha d'afegir el possessiu mon al nom del rang quan es dirigeix a un oficial (és a dir, no es diu mon capitaine, sinó simplement capitaine).

## Uniformes

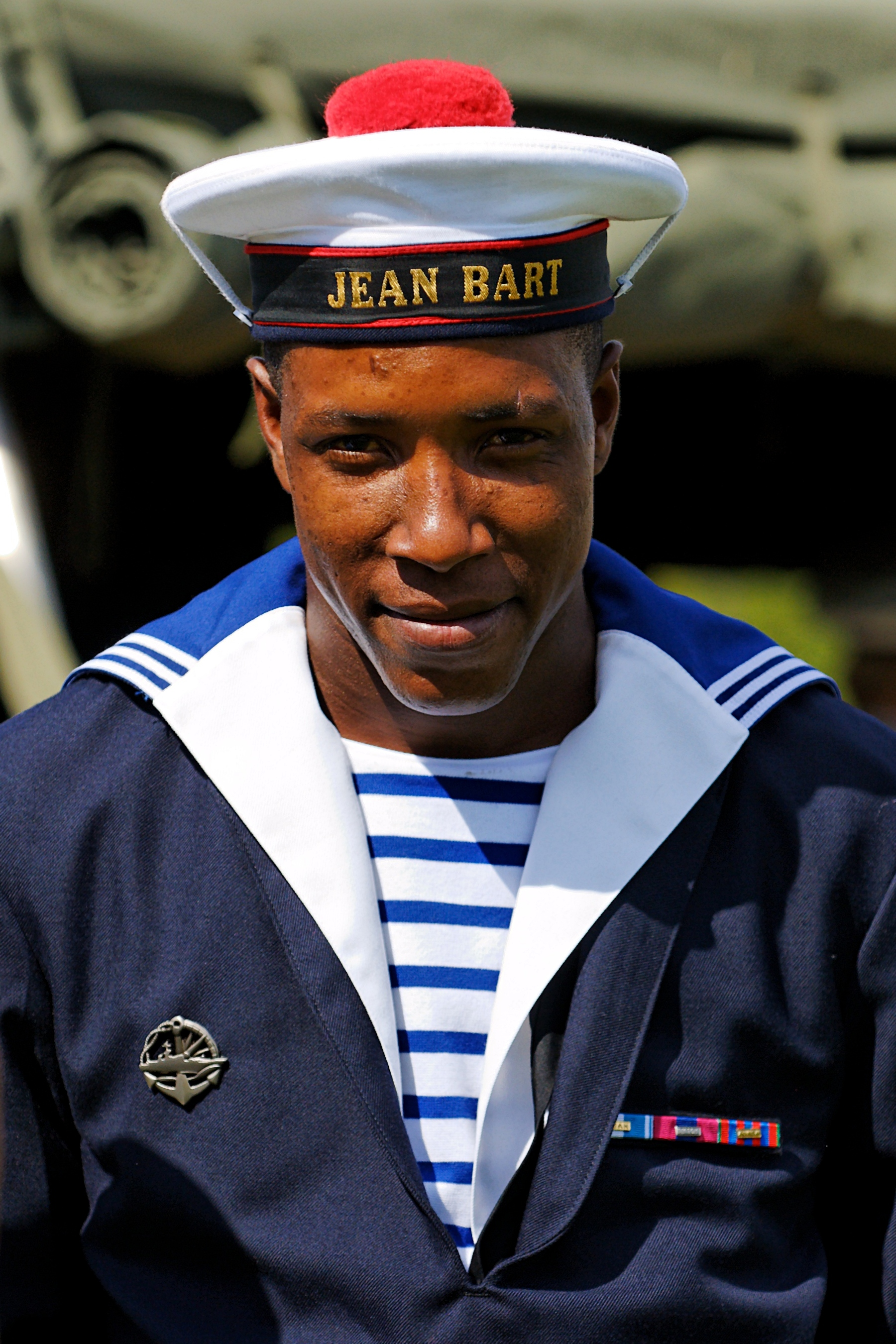
Uniforme d'hivern

Els mariners no diuen que portin uniforme sinó vestit (com els Caçadors), o millor dit vestits, perquè n'hi ha diversos: vestit de cerimonial, vestit de sortida, vestit de treball, vestit d'hivern i vestit d'estiu, així com vestits específics segons les circumstàncies, treballs i activitats.
Els mariners de la Marina francesa i els Fusiliers marins porten un uniforme que data del segle xix, amb un distintiu pompó vermell a la part superior del capell.

## Tradicions

### Divisa
La divisa de la Marina, gravada en lletres blanques o daurades sobre fons blau, fixades sobre la superestructura de totes les naus és "Honneur, Patrie, Valeur, Discipline" ("Honor, Pàtria, Valor, Disciplina").

### Himne
La Marina té un vast repertori de cants mariners. El 2011, l'almirall Pierre François Forissier, cap de l'Estat Major, va prendre la iniciativa de donar a la Marina Nacional un "Himne de la Marina" particular, diferent de l'himne nacional.
La música va ser composta pel cap de música dels exèrcits Didier Descamps, i la lletra va ser escrita pel tinent de navili Christian Beauval:

| Marin rejoins ton équipage Tu es paré pour la mission Bientôt commence l'appareillage Du patrouilleur au porte-avions Marin au cours de ton voyage Tu hisses notre pavillon Au loin très haut Tu portes l'image de la France Aux autres nations Honneur, Valeur et Discipline Mis au service de la Patrie C'est la devise de la Marine Qui s'est inscrite dans ta vie C'est la devise de la Marine Qui s'est inscrite dans ta vie.[23] | Mariner uneix-te a la teva tripulació Estàs preparat per a la missió Aviat comença el muntatge De patrullera a portaavions Mariner durant el vostre viatge Tu aixeques la nostra bandera Lluny, molt alt Portes la imatge de França A altres nacions Honor, valor i disciplina Posar al servei de la Pàtria És el lema de la Marina Que va entrar a la teva vida És el lema de la Marina Que forma part de la teva vida |

### Música militar

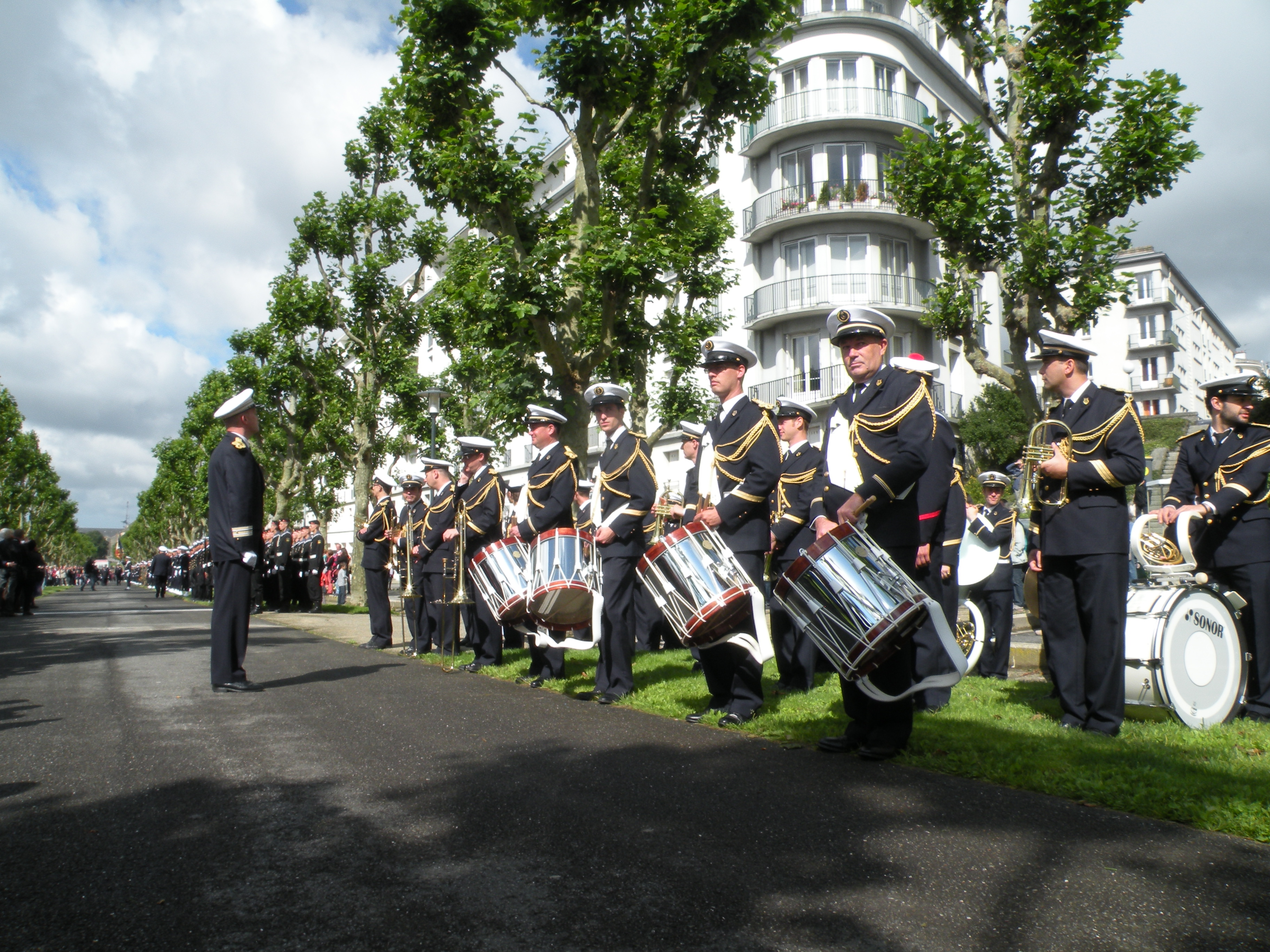
La banda de Toulon a Brest.

La principal unitat musical militar de l'Armada francesa és la Banda Militar de la Flota de Toló (en francès: La musique des équipages de la flotte de Toulon), fundada el 13 de juliol de 1827. La Bagad Lann Bihoue, basada en les bandes de bagad a Bretanya, és actualment l'única banda de cornamuses al servei de la marina francesa, que utilitza cornamuses i bombardes i, per tant, està afiliada a la banda.
Al Canadà, la música naval francesa ha afectat les tradicions de les bandes de la marina canadenca . Les bandes de la marina francesa al país es remunten a l'època de Nova França. Les unitats musicals estaven adscrites principalment a les Compagnies Franches de la Marine i a les Troupes de la marine, la primera de les quals mantenia dos tambors (tambor) i un pifre.

## Pavellons, estendards i penons

La bandera de França

El Pavelló de França és emprat per la Marina francesa. Va ser concebut en la seva forma actual el 1794. Està fet en tela de formatge i conté 3 colors d'amplada diferent: 30% en blau, 33% en blanc i 37% en vermell, a fi que, quan el pavelló oneja al vent, fa la impressió que els tres colors tenen la mateixa amplada.
Actualment, els estendards de comandament són hissats al cim pel pal més alt, durant la presència a bord d'una personalitat civil o militar que exerceix una autoritat sobre la defensa o la Marian, d'un oficial general de la marina, d'un capità de vaixell, de fragata o de corbeta, cap de divisió exercint el comandament d'una força naval. Encara que hi hagi un penó de guerra, els estendards ocupen el seu lloc.

Estendard del President de la Republica
Estendard del Primer ministre
Estendard del ministre dels Exèrcits
Estendard del secretari d'estat encarregat de l'Ultramar
Estendard del cap de l'estat major dels exèrcits
Estendard del cap de l'estat major de la Marina
Estebdard d'almirall
Estendard de vicealmirall d'esquadra
Estendard de vicealmirall
Estendard de Contraalmirall,
Estendard de capità de navili, cap de divisió
Estendard de capità de navili
Estendard de comandant superieor sobre la rada
Estendard del capità més antic (hissat en absència de l'estendard de guerra)

El penó de guerra

El penó de guerra és una bandera tricolor llarga i estreta, hissada a la part superior del pal més alt, per indicar que el seu comandant ha rebut una carta de comandament en el context d'operacions de guerra. Aquest vaixell, sigui quina sigui la seva mida o origen, apareix llavors al registre de la Marina Nacional. El penó de guerra pot ser substituït o complementat per una marca de comandament.

## Futur

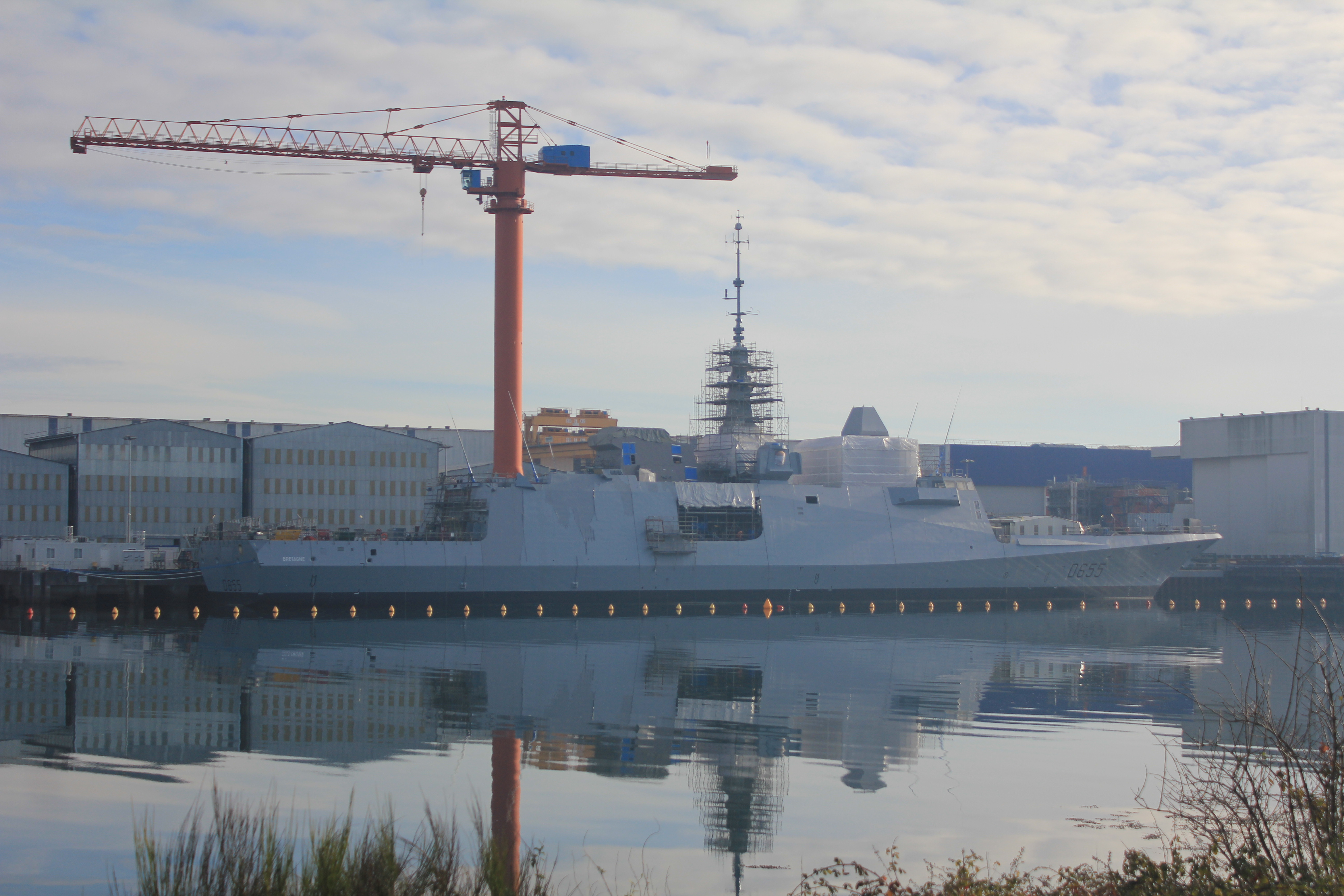
Una fragata de propòsit múltiple FREMM

Els problemes financers de França han afectat totes les branques del seu exèrcit. El Llibre blanc francès de 2013 sobre Defensa i Seguretat Nacional va cancel·lar el nou portaavions que havia estat planificat durant molt de temps i un possible quart vaixell d'assalt amfibi de classe Mistral. L'eix vertebrador de la flota seran les fragates antisubmarines FREMM de classe Aquitània, en substitució de la classe Georges Leygues, però els plans per comprar un possible disset FREMM es van reduir a onze i després a vuit. La cancel·lació del tercer i quart destructor Horizon va suposar que els dos últims cascos FREMM, que van entrar en servei el 2021/22, s'equiparan com a vaixells de defensa aèria FREDA per substituir la classe Cassard. La DCNS ha mostrat un concepte FREMM-ER per complir amb aquest requisit, posant èmfasi en la defensa de míssils balístics amb el radar Thales Sea Fire 500 AESA. Consideracions industrials fan que els fons per a les FREMM 9-11 es gastaran ara en cinc fregates de taille intermédiaire més exportables (FTI , "fragates de mida intermèdia") a partir de 2024 per complementar, i finalment substituir, la classe La Fayette , tres dels quals s'estan actualitzant amb nous sonars per funcionar a principis de la dècada de 2030. Pel que fa als vaixells de suport, la classe Durance serà substituïda sota el projecte FLOTLOG per un màxim de quatre derivats del vaixell de suport logístic de la classe Vulcano d'Itàlia , amb tres que es lliuraran el 2023-2027. Un quart vaixell potencial es retarda fins després del 2030.
S'ha iniciat la construcció del primer dels sis submarins d'atac nuclear de classe Barracuda; la posada en servei del Suffren va tenir lloc el 2020. Aquests submarins d'atac nuclear han de ser seguits a la dècada de 2030 per la introducció gradual d'una nova classe de submarins de míssils balístics de propulsió nuclear (SSBN) la construcció dels quals començarà cap al 2023.
El primer míssil MM40 Exocet Block 3 va ser provat el 2010 per ser produït. Les versions navals del míssil de creuer d'atac terrestre SCALP EG estan en desenvolupament, juntament amb un Aster Block 1NT previst amb més capacitats contra míssils balístics.
L'octubre de 2018, el Ministeri de Defensa francès va llançar un estudi de 18 mesos per 40 milions d'euros per a la futura substitució del portaavions Charles de Gaulle més enllà del 2030. El president Emmanuel Macron va prendre la decisió de construir el nou portaavions el 2020 i un cop entri en servei es preveu que romangui en servei fins més enllà de 2080. La construcció del nou portaavions començarà cap a l'any 2025 amb l'entrada al servei prevista a la darrera dècada de 2030.